# Amamipenthes
Amamipenthes is een geslacht van kevers uit de familie  
kniptorren (Elateridae).
Het geslacht is voor het eerst wetenschappelijk beschreven in 1973 door Kishii.

## Soorten
Het geslacht omvat de volgende soorten:
- Amamipenthes formosensis Kishii, 1991
- Amamipenthes gardneri Schimmel, 2004
- Amamipenthes harmandi Schimmel, 2004
- Amamipenthes matabai Kishii, 1973